# Jaderná elektrárna Čchang-ťiang
Jaderná elektrárna Čchang-ťiang (čínsky znaky tradiční 昌江核电站) je provozní jaderná elektrárna v Číně. Nachází se v autonomní oblasti Čchang-ťiang v ostrovní provincii Chaj-nan u pobřeží pevninské Číny.

## Historie a technické informace

### Počátky
V roce 2008 CNNC poprvé oznámila svůj záměr postavit jadernou elektrárnu v ostrovní provincii Chaj-nan. Elektrárna, která se nachází v autonomním okrese Čchang-ťiang, měla mít počáteční kapacitu přibližně 1300 MW. Čína hodlala sama vyrábět přibližně 70 % komponentů elektrárny. Provoz měl být zahájen v roce 2014.

### Bloky 1 a 2
Dne 18. července 2008 Národní rozvojová a reformní komise udělila předběžné schválení výstavby dvou reaktorů o výkonu 650 MW typu CNP-600. Výstavba těchto modelů reaktorů v Číně byla po jaderné elektrárně Čchin-šan zastavena, protože velikost bloku okolo 600 MW neumožňovala ekonomický provoz. Vzhledem k omezené velikosti sítě v provincii HainChaj-nan byl však tento model vhodný pro jadernou elektrárnu Čchang-ťiang, která měla po dokončení pojmout až čtyři takové reaktory.

#### Výstavba
Počáteční vývojové práce na lokalitě začaly v prosinci 2008. Očekávalo se, že první dva reaktory budou stát přibližně 2,8 miliardy dolarů. Dne 25. dubna 2010 začala výstavba prvního bloku. Ve stejný den se konal oficiální ceremoniál. Dne 21. listopadu 2010 byla zahájena výstavba druhého bloku a k ní se opět konal ceremoniál k zahájení stavby. Pozváno bylo několik hostů, včetně některých vysokých představitelů Čínské národní jaderné korporace. Dne 28. prosince 2011 byla s předstihem instalována střecha prvního bloku. V té době byly práce asi o 28 dní v předstihu. Čínská národní jaderná korporace tehdy oznámila, že může začít s instalací komponentů. Stejný krok proběhl na druhém bloku 25. září 2012.
Dne 5. srpna 2013 dorazila na místo 250tunová tlaková nádoba reaktoru prvního bloku a byla instalována 10. srpna. V únoru 2014 byl oznámen aktuální postup výstavby čínských jaderných elektráren. Zatímco první blok Čchang-ťiang měl měsíční zpoždění, druhý blok Čchang-ťiang měl zpoždění celkem čtyři měsíce.

#### Uvedení do provozu
Poté, co v roce 2010 začala výstavba druhého bloku, se předpokládalo, že první blok bude uveden do provozu koncem roku 2014 a druhý blok v roce 2015. Od února 2014 se předpokládalo, že první blok bude uveden do komerčního provozu v dubnu 2015 a druhý blok v únoru 2016. Blok 1 byl poprvé připojen k síti dne 7. listopadu 2015. Po dokončení zkušebního provozu byl blok převeden do komerčního provozu 25. prosince 2015. Dne 20. června 2016 byl blok 2 poprvé synchronizován s elektrickou sítí. Komerční provoz nastal dne 12. srpna 2016.

### Bloky 3 a 4
Dne 28. března 2018 oznámil ředitel společnosti Hainan Nuclear Power Company, že začaly licenční práce pro dva navazující bloky. Na rozdíl od původního plánu na výstavbu dalších reaktorů CNP-600 byl projekt modernizován na reaktory HPR-1000 Hualong One.

#### Výstavba
Výstavba třetího bloku byla zahájena dne 31. března 2021. Výstavba čtvrtého bloku započala dne 28. prosince 2021. Uvedení do provozu se očekávalo v letech 2025 a 2026. V dubnu 2025 bylo dokončené studené testování na bloku 3. V té době bylo očekáváno, že oba bloky budou uvedeny do provozu na začátku roku 2027. Na konci června 2025 byl dokončen kontejnment třetího bloku.

### Linglong One
V červenci 2019 společnost CNNC oznámila, že plánuje vybudovat demonstrační reaktor ACP100 označovaný jako Linglong One. Jde o malý modulární reaktor o hrubém výkonu 125 MW a čistém výkonu 100 MW. Jeho stavba započala dne 13. července 2021.

## Informace o reaktorech
| Reaktor        | Typ reaktoru | Výkon   | Výkon   | Zahájení výstavby | Připojení k síti | Uvedení do provozu | Uzavření |
| Reaktor        | Typ reaktoru | Čistý   | Hrubý   | Zahájení výstavby | Připojení k síti | Uvedení do provozu | Uzavření |
| -------------- | ------------ | ------- | ------- | ----------------- | ---------------- | ------------------ | -------- |
| Čchang-ťiang-1 | CNP-600      | 601 MW  | 650 MW  | 25. 4. 2010       | 7. 11. 2015      | 25. 12. 2015       |          |
| Čchang-ťiang-2 | CNP-600      | 601 MW  | 650 MW  | 21. 11. 2010      | 20. 6. 2016      | 12. 8. 2016        |          |
| Čchang-ťiang-3 | Hualong One  | 1000 MW | 1198 MW | 31. 3. 2010       |                  |                    |          |
| Čchang-ťiang-4 | Hualong One  | 1000 MW | 1198 MW | 28. 12. 2021      |                  |                    |          |
| Čchang-ťiang-5 | Linglong One | 100 MW  | 125 MW  | 13. 7. 2021       |                  |                    |          |